# Ludwik Żeleński
Ludwik Żeleński (ur. 27 lutego 1870 w Krakowie, zm. 2 stycznia 1940 w Krakowie) – polski działacz sportowy, jeden z założycieli Związku Polskiego Piłki Nożnej i jego pierwszy prezes.

## Życiorys
Studiował prawo na Uniwersytecie Wiedeńskim i nauki rolnicze w Landwirtschaftliche Akademie w Hohenheim. W latach 1904–1906 był zatrudniony jako zastępca profesora w Studium Rolniczym Uniwersytetu Jagiellońskiego, zrezygnował z pracy ze względu na stan zdrowia.
23 listopada 1911, po rezygnacji Stanisława Kopernickiego, został p.o. prezesa Związku Polskiego Piłki Nożnej. 21 stycznia 1912, na pierwszym zjeździe ZPPN wybrany jego prezesem. 18 stycznia 1913 zrezygnował z funkcji z uwagi na stan zdrowia. Na II zjeździe ZPPN w dniu 23 lutego 1913 wybrany wiceprezesem (nowym prezesem został Ludwik Christelbauer), pełnił tę funkcję do 15 lutego 1914. Od 15 lutego 1920 do 30 stycznia 1921 kierował Krakowskim Związkiem Okręgowym Piłki Nożnej. Inicjator, pomysłodawca regulaminu i fundator trofeum - rozgrywanego od 1912 r. - Pucharu Żeleńskiego.
Wnuk Marcjana Władysława Żeleńskiego, bratanek kompozytora Władysława.